# 27 ноември
27 ноември е 331-вият ден в годината според григорианския календар (332-ри през високосна). Остават 34 дни до края на годината.

## Събития
- 176 г. – Марк Аврелий назначава сина си Комод за съимператор, с което прекъсва системата на осиновените императори в Римската империя.
- 1095 г. – Папа Урбан II благославя по време на Събора в Клермон провеждането на Първи кръстоносен поход.
- 1705 г. – Петър I създава морска пехота в Русия.

- 1812 г. – Армията на Наполеон Бонапарт преминава беларуската река Березина на път за овладяване на Русия.
- 1840 г. – Подписан е Александрийският договор, по силата на който Египет се отказва от Сирия.
- 1895 г. – Алфред Нобел прави завещание, с което неговото състояние отива във фонд за Нобелова награда.
- 1896 г. – Започва кампания за масово привличане на европейски емигранти в Западна Канада.
- 1914 г. – Учредена е международната еврейска организация „Джойнт“.
- 1916 г. – Първата световна война: България в Първата световна война: Първа софийска дивизия овладява румънския град Гюргево.
- 1918 г. – Създадена е Украинска академия на науките под ръководството на Владимир Вернадски.
- 1919 г. – Министър-председателят на България Александър Стамболийски подписва Ньойския договор.
- 1942 г. – Потапяне на френския флот в Тулон.
- 1958 г. – Съветският ръководител Никита Хрушчов поставя искане пред западните държави за демилитаризация на Западен Берлин и даването му на статут на свободен град.
- 1962 г. – Съставено е ново правителство на Народна република България, начело с първия секретар на ЦК на БКП Тодор Живков.
- 1971 г. – Космическа програма на СССР: Космическият апарат Марс 2 достига повърхността на Марс, но не успява да кацне на планетата, а пада на повърхността ѝ.
- 1983 г. – Полет 011 на „Авианка“ катастрофира край Мадрид, загиват всичките 181 души на борда.
- 1989 г. – Полет 203 на „Авианка“ експлодира във въздуха над Колумбия и убива всички 107 души на борда и 3 души на земята. Картелът „Меделин“ поема отговорност за атаката.
- 1991 г. – Съветът за сигурност на ООН приема резолюция, с която да се започнат операции по мироопазване в Югославия.
- 2005 г. – Във Франция е извършена първата трансплантация на части от лицето.

## Родени
- 110 г. – Антиной, любимец на император Адриан († 130 г.)
- 1701 г. – Андерс Целзий, шведски физик и астроном († 1744 г.)
- 1849 г. – Юзеф Котарбински, полски артист († 1928 г.)
- 1872 г. – Иван Русев, български офицер († 1945 г.)
- 1873 г. – Георги Бакалов, български общественик († 1939 г.)
- 1874 г. – Хаим Вайцман, 1-ви президент на Израел († 1952 г.)
- 1874 г. – Чарлз Биард, американски историк († 1948 г.)
- 1887 г. – Руси Русев, български военен († 1945 г.)
- 1903 г. – Ларс Онсагер, американски химик, Нобелов лауреат през 1968 г. († 1976 г.)
- 1907 г. – Лион Спраг де Камп, американски писател († 2000 г.)
- 1912 г. – Кони Сойър, американска актриса († 2018 г.)
- 1916 г. – Мишо Хаджийски, български писател († 1944 г.)
- 1921 г. – Александър Дубчек, словашки политик († 1992 г.)
- 1927 г. – Карлос Жозе Кастильо, бразилски футболист († 1987 г.)
- 1928 г. – Джош Кирби, британски илюстратор († 2001 г.)
- 1934 г. – Александрина Милчева, българска певица
- 1935 г. – Юрий Титов, руски гимнастик
- 1940 г. – Брус Лий, американски актьор († 1973 г.)
- 1941 г. – Даниъл Дейвид Нтанда Нсереко, угандийски юрист
- 1942 г. – Джими Хендрикс, американски китарист († 1970 г.)
- 1946 г. – Лудвиг Фелз, немски писател
- 1948 г. – Вячеслав Мадан, молдовски дипломат
- 1955 г. – Валери Чехов, руски шахматист
- 1956 г. – Уилям Фиктнър, американски актьор
- 1957 г. – Каролайн Бувие Кенеди, адвокат
- 1960 г. – Юлия Тимошенко, министър-председател на Украйна
- 1961 г. – Екатерина Андреева, руски журналист
- 1962 г. – Виктория Готи, американска писателка
- 1964 г. – Роберто Манчини, италиански треньор
- 1966 г. – Ася Рачева, българска актриса
- 1967 г. – Иван Несторов, български музикант
- 1968 г. – Майкъл Вартан, френски актьор
- 1969 г. – Майлс Кенеди, американски рок музикант (вокал на Слаш)
- 1970 г. – Ивайло Велчев, български актьор
- 1974 г. – Емил Костов, български спортист
- 1975 г. – Димитър Николов, български политик, икономист и журналист
- 1982 г. – Александър Кержаков, руски футболист
- 1988 г. – Маргарита Чомакова, българска състезателка по фехтовка

## Починали
- 8 пр.н.е. – Хораций, римски поет (* 65 пр.н.е.)
- 511 г. – Хлодвиг I, крал на франките (* ок. 466)
- 1346 г. – Григорий Синаит, византийски духовник (* ок. 1260 г.)
- 1570 г. – Якопо Сансовино, италиански архитект и скулптор (* 1486 г.)
- 1680 г. – Анастасиус Кирхер, германски математик и физик (* 1602 г.)
- 1763 г. – Мария-Изабела Бурбон-Пармска, кралица на Римляните (* 1741 г.)
- 1810 г. – Франческо Бианки, италиански композитор (* 1752 г.)
- 1852 г. – Ада Лъвлейс, британска математичка (* 1815 г.)
- 1895 г. – Александър Дюма син, френски писател (* 1824 г.)
- 1899 г. – Гидо Гезеле, фламандски поет и лингвист (* 1830 г.)
- 1916 г. – Емил Верхарен, белгийски поет и драматург (* 1855 г.)
- 1924 г. – Стефан Тошев, български военен деец (* 1859 г.)
- 1936 г. – Едуард Бах, британски хомеопат (* 1886 г.)
- 1943 г. – Андрей Блъсков, български военен деец (* 1857 г.)
- 1953 г. – Юджийн О'Нийл, американски драматург, Нобелов лауреат (* 1888 г.)
- 1958 г. – Георги Дамянов, деец на БКП (* 1892 г.)
- 1967 г. – Леонид Лавровски, съветски балетмайстор (* 1905 г.)
- 1972 г. – Виктор Ефтимиу, румънски писател (* 1889 г.)
- 2011 г. – Гари Спийд, уелски футболист и треньор (* 1969 г.)
- 2013 г. – Нилтон Сантош, бразилски футболист (* 1925 г.)
- 2019 г. – Стефан Данаилов, български актьор и политик (* 1942 г.)